# 长穗鼠妇草
长穗鼠妇草（学名：Eragrostis longispicula）是禾本科画眉草属的植物，是中国的特有植物。分布在中国大陆的广东省等地，目前尚未由人工引种栽培。